# کاروان (فیلم ۱۹۷۱)
کاروان (به هندی: Caravan) فیلمی محصول سال ۱۹۷۱ و به کارگردانی ناصر حسین است. در این فیلم بازیگرانی همچون جیتندرا، آشا پارک، آریونا ایرانی، هلن، مراد ایفای نقش کرده‌اند.